# アフリカにおける2019年コロナウイルス感染症の流行状況
アフリカにおける2019年コロナウイルス感染症の流行状況（アフリカにおける2019ねんコロナウイルスかんせんしょうのりゅうこうじょうきょう）では、アフリカにおける新型コロナウイルス感染症（COVID-19）の流行状況および対策、対応などを扱う。
アフリカでは地域外からの帰国者や入国者が主な感染源となり、2020年3月に入ってから各国で感染が広がっている。

## 感染者数
感染者数の推移

## 北アフリカ

### エジプト
2020年2月14日、エジプトで外国人1人の感染が確認された。
3月2日、新たに外国人1人の感染が確認された。また、フランスなどでエジプトから入国した人の感染が次々と発覚したことに触れ、エジプトの保健相は既に1443人の検査をしたと発表。
3月5日、セルビアからフランス経由で帰国したエジプト人の感染が確認された。
3月6日、ルクソールでナイル川の遊覧船に勤務するエジプト人乗員12人の感染が確認された。
3月7日、同じ船内で乗客乗員33人の感染が確認された。当該船舶はアスワン - ルクソール間を運航するものであり、検疫を受けた時に171人の乗客乗員が乗船し、うち101人は外国人である。また、以前にこの船に乗船した台湾系アメリカ人が台湾に帰った後に感染が発覚したため、エジプト当局は検疫措置を取り始めた。
3月8日、フルガダでハンブルク在住の60歳男性消防士が死亡。
3月9日、カイロにあるヒルトンホテルの従業員3人を含む11人の感染が確認された。
3月10日、感染者と接触した1人の感染が確認された。
3月11日、外国人1人を含む7人の感染が確認された。
3月12日、新たに13人の感染が確認された。同日、イスマイリア県の転院先で60歳女性が死亡。当該女性はダカリーヤ県の在住者で、感染が確認された後、マンスーラの病院に入院していた。
3月13日、外国人8人を含む13人の感染が確認された。
3月14日、サウジアラビア人2人、アラブ首長国連邦人1人を含む17人の感染が確認された。
3月15日、外国人8人を含む16人の感染が確認された。
3月16日、外国人5人を含む40人の感染が確認された。うち8人はサウジアラビアへのウムラから帰国した人で、残りは国内で感染者と接触した人である。同日、ルクソールで72歳ドイツ人男性、ダカリーヤ県で50歳エジプト人男性が死亡。
3月17日、新たに30人の感染が確認された。同日、78歳イタリア人女性とカイロ県在住の70歳エジプト人男性が死亡。
3月18日、外国人2人を含む14人の感染が確認された。
3月19日、外国人4人を含む46人の感染が確認された。同日、ギーザで68歳男性が死亡。
3月20日、外国人1人を含む29人の感染が確認された。同日、ギーザ県在住の60歳男性が死亡。

### アルジェリア
2020年2月25日、同月17日にアルジェリアに入国したイタリア人1人の感染が確認された。
3月1日、2月にフランスから来た父娘2人を招待したブリダ県在住の53歳と24歳の母娘の感染が確認された。彼女たちが招待したフランス人2人も帰国後、感染が確認された。
3月2日、フランス在住のアルジェリア人父娘2人の感染が確認された。1日に感染が確認された2人と同じ家族のメンバーである。
3月4日、上記感染者らと同じ家族の12人の感染が確認された。
3月7日、新たに2人の感染が確認された。
3月8日、新たに1人の感染が確認された。
3月12日、スーク・アフラース県とティジ・ウズー県でフランスから帰国した2人、ブリダ県で3人の感染が確認された。うち67歳男性1人は既に亡くなった。同日、スキクダ県でフランスから来た55歳男性が死亡。
3月13日、アルジェでフランスから帰国した36歳アルジェリア人の感染が確認された。
3月14日、新たに10人の感染が確認された。同日、51歳女性の死亡が確認された。
3月15日、感染者と接触したブリダ県在住の5人とアドラール県に滞在中のイラン人1人を含む17人の感染が確認された。また、ブリダ県で84歳女性の死亡が確認された。
3月16日、アルジェ県で2人、ブイラ県、ボルジ・ブ・アレリジ県、ティジ・ウズー県、アンナバ県でそれぞれ1人の感染が確認された。
3月17日と18日、新たに12人の感染が確認された。また、17日にブリダ県で50代男性、18日にブリダ県で62歳男性の死亡が確認された。
3月19日、新たに10人の感染と2人の死亡が確認された。同日、メデアで47歳男性が死亡。
3月20日、新たに8人の感染が確認された。

### チュニジア
2020年3月2日、フェリーでイタリアから帰国した40歳男性の感染が確認された。
3月8日、新たに1人の感染が確認された。
3月9日、イタリアからの帰国者ら3人の感染が確認された。
3月10日、感染者の親族1人の感染が確認された。
3月11日、エジプトから帰国した1人の感染が確認された。
3月12日、新たに6人の感染が確認された。また、ビゼルト県在住の感染者1人は出国したこともわかった。
3月14日、新たに2人の感染が確認された。
3月15日、国外から入国したケルアンの1人とチュニスの1人の感染が確認された。
3月16日、新たに4人の感染が確認された。
3月18日、新たに5人の感染が確認された。
3月19日、病院に到着する前に亡くなったスース県の72歳女性を含む10人の感染が確認された。

### モロッコ
2020年3月2日、イタリアから帰国した39歳男性の感染が確認された。
3月5日、カサブランカでイタリアから帰国した89歳女性の感染が確認された。10日、当該女性が死亡。
3月9日、同月7日にマラケシュに到着したフランス人観光客の感染が確認された。
3月11日、9日に感染が確認された観光客の妻と娘、同月5日にフェズに到着した64歳セネガル系フランス人女性の感染が確認された。
3月13日、同月4日にスペインからカサブランカに帰国した39歳男性と同月2日にタルーダントに到着した64歳フランス人女性の感染が確認された。
3月14日、スペインから帰国した4人、イタリアから帰国した3人、フランスから帰国した1人と国内接触者1人の感染が確認された。
3月15日、スペインから帰国した6人、フランスから帰国した2人、イタリアから帰国した2人、オーストリアから帰国した1人の感染が確認された。その中に前日に感染が判明した輸送・物流・水利大臣アブデルカデル・アマラも含まれた。
3月16日、海外帰国者8人を含むラバト、フェズ、マラケシュの各2人、メクネス、アガディール、カサブランカの各1人の感染が確認された。
3月17日、いずれも海外から帰国したタンジェの2人、カサブランカ、ウジダ、ラバト、セタト、ゲルミムの各1人の感染が確認された。同日、サレ在住の75歳男性の死亡が確認された。
3月18日、アガディールでフランス人2人、カサブランカでスペインから帰国した2人、メクネスでエジプトから帰国した1人、ベニ・メラル＝ヘニフラ地方で2人、タンジェ＝テトゥアン＝アル・ホセイマ地方で2人、オリアンタル地方で2人の感染が確認された。
3月19日、カサブランカ＝セタット地方の2人、ラバト＝サレ＝ケニトラ地方の1人、タンジェ＝テトゥアン＝アル・ホセイマ地方の1人を含む9人の感染が確認された。

### スーダン
2020年3月12日、アラブ首長国連邦から帰国したハルツーム在住の50歳男性が死亡。死後に感染が確認された。

### リビア
2020年3月24日、1人の感染が確認された。

### 西サハラ
2020年4月4日、4人の感染が確認された。

## 東アフリカ

### ケニア
2020年3月12日、アメリカからロンドン経由で帰国した27歳女性の感染が確認された。
3月15日、最初の感染者と飛行機内で隣りに座った2人の感染が確認された。
3月17日、同月9日にロンドンから到着した1人の感染が確認された。
3月18日、同月4日にマドリードからドバイ経由で入国したカップルと同月17日にドバイから到着した27歳ブルンジ人の感染が確認された。

### エチオピア
2020年3月13日、首都アディスアベバで同月4日にブルキナファソから入国した国際協力機構の職員である48歳日本人の感染が確認された。
3月15日、最初の感染者と接触した国際協力機構の職員である40代日本人2人と42歳エチオピア人の感染が確認された。
3月16日、ドバイから帰国した1人の感染が確認された。
3月17日、前日にドバイから到着したイギリスの外交官である59歳女性の感染が確認された。
3月19日、感染者と接触した44歳日本人、同月2日に帰国した85歳エチオピア人、同月15日に入国した39歳オーストリア人の感染が確認された。

### ルワンダ
2020年3月14日、同月8日にインドから入国したインド人男性の感染が確認された。
3月15日、同月6日に南スーダンから帰国した34歳男性、同月8日にフィジーからアメリカ・カタール経由で帰国した36歳男性、旅行歴のないキガリ在住の30歳男性、同月15日にロンドンから入国した22歳ウガンダ人の感染が確認された。
3月16日、前日に感染が確認された36歳男性の妻と、同月13日にドイツからイスタンブール経由で入国した61歳ドイツ人男性の感染が確認された。
3月17日、前日にドバイから空路で入国し、ブジュンブラへ乗り継げようとしたブルンジ人男性1人の感染が確認された。
3月18日、最初の感染者の妻である37歳インド人女性、旅行歴のない26歳男性、ベルギーからアディスアベバ経由で帰国した45歳男性の感染が確認された。

### セーシェル
2020年3月14日、イタリアから帰国した男女2人の感染が確認された。
3月15日、最初の感染者らと同じ飛行機で入国したオランダ人1人の感染が確認された。
3月16日、オランダ人1人の感染が確認された。
3月17日、セーシェル政府はヨーロッパ、マヨット、レユニオンからの入国を18日より禁止すると決定した。
3月19日、国内のホテルで働くウクライナ人2人の感染が確認された。

### ソマリア
2020年3月16日、先週に中国から帰国した1人の感染が確認された。

### タンザニア
2020年3月16日、アルーシャでデンマーク・スウェーデン・ベルギーへの旅行からキリマンジャロ国際空港に帰国した46歳女性の感染が確認された。
3月18日、ダルエスサラームで61歳アメリカ人男性、ザンジバルで24歳ドイツ人男性ともう1人の感染が確認された。
3月19日、ヨーロッパあるいは南アフリカから帰国したダルエスサラーム在住の40歳男性2人の感染が確認された。

### ジブチ
2020年3月17日、同月14日に入国したスペイン軍の特殊部隊の1人の感染が確認された。

### ザンビア
2020年3月18日、同月15日にフランスからルサカに帰国した30代夫婦の感染が確認された。

### モーリシャス
2020年3月19日、帰国したクルーズ船の乗員2人とイギリスから帰国した1人の感染が確認された。
3月20日、新たに4人の感染が確認された。

### エリトリア
2020年3月20日、ノルウェーから帰国した39歳1人の感染が確認された。

### ウガンダ
2020年3月20日、ドバイから入国した男性1人の感染が確認された。

### マダガスカル
2020年3月20日、フランスから来た女性3人の感染が確認された。

### ジンバブエ
2020年3月20日、イギリスからヴィクトリアフォールズ空港に帰国した38歳男性の感染が確認された。
3月21日、ニューヨークから帰国したハラレ在住の30歳ジャーナリスト、ゾロロ・マカンバの感染が確認された。同月24日、マカンバが死亡。

### モザンビーク
2020年3月22日、イギリスから帰国した75歳男性の感染が確認された。

### ソマリランド
2020年3月31日、イギリスから帰国した男性と中国人男性の感染が確認された。

### ブルンジ
2020年3月31日、ルワンダから帰国した56歳男性とドバイから帰国した42歳男性の感染が確認された。

### マラウイ
2020年4月2日、インドから帰国した63歳のアジア系マラウイ人女性および、彼女の親族ら計3人の感染が確認された。

### 南スーダン
2020年4月5日、エチオピアから帰国した29歳女性の感染が確認された。

### コモロ
2020年4月30日、コモロのアザリ大統領は1名の感染者がいることを発表した。

## 中部アフリカ

### カメルーン
2020年3月6日、2月24日に首都ヤウンデに到着した58歳フランス人と接触者のカメルーン人1人の感染が確認された。
3月14日、同月7日にイタリアからパリ経由で帰国した1人の感染が確認された。
3月15日、前日にブリュッセルからパリ経由で帰国した34歳1人の感染が確認された。
3月16日、同月2日にフランスから帰国した女性1人の感染が確認された。
3月17日、海外帰国者1人と国内接触者4人の感染が確認された。
3月18日、新たに3人の感染が確認された。
3月19日、新たに1人の感染が確認された。
3月20日、ヤウンデで7人の感染が確認された。

### コンゴ民主共和国
2020年3月10日、数日前に入国したベルギー人1人の感染が確認された。
3月12日、同月8日にフランスからキンシャサに帰国した国内在住のカメルーン人1人の感染が確認された。
3月15日、スイスのジュネーヴとローザンヌからブラザヴィル経由で帰国した70歳男性の感染が確認された。
3月17日、アメリカからフランス経由で帰国した34歳女性を含む4人の感染が確認された。
3月18日、フランスから帰国した5人と国内接触者2人の感染が確認された。
3月20日、フランスから帰国した1人と国内接触者3人の感染が確認された。

### ガボン
2020年3月12日、同月8日にフランスから帰国した27歳男性の感染が確認された。
3月17日、最初の感染者と接触したリーブルヴィル国際空港駐在の29歳女性警察官と、マルセイユとパリで約2か月間過ごした外務省職員の49歳女性の感染が確認された。
3月20日、フランスから帰国した50歳男性が死亡。

### 中央アフリカ共和国
2020年3月14日、イタリアから入国した74歳イタリア人の感染が確認された。

### 赤道ギニア
2020年3月14日、前日にマドリードからマラボに帰国した42歳女性の感染が確認された。
3月18日、最初の感染者と同じセイバインターコンチネンタル航空便で入国した赤道ギニア人男女2人と32歳スペイン人1人の感染が確認された。
3月19日、最初の感染者と同じ飛行機で入国した46歳ポルトガル人と、同月14日にマドリードからエールフランス便で入国した68歳スペイン人男性の感染が確認された。

### コンゴ共和国
2020年3月14日、ブラザヴィルでパリから入国した50歳男性の感染が確認された。
3月18日、パリから来たアメリカ人1人とコンゴ人1人の感染が確認された。

### チャド
2020年3月19日、カメルーンから入国したモロッコ人1人の感染が確認された。

### アンゴラ
2020年3月19日、ベンゲラに滞在中の中国人ビジネスマン1人が感染したと報道されたが、後に当局によって否定された。
3月20日、ポルトガルから帰国した男性2人の感染が確認された。

### サントメ・プリンシペ
2020年4月6日、4人の感染が確認された。

## 南部アフリカ

### 南アフリカ共和国

南アフリカ共和国の州別感染者数

2020年3月5日、クワズール・ナタール州で同月1日にイタリアから帰国した10人グループの1人である38歳男性の感染が確認された。
3月7日、10人グループのうち、ハウテン州在住の39歳女性の感染が確認された。
3月8日、10人グループのうち、最初の感染者の妻の感染が確認された。
3月9日、38歳女性1人と30〜40代男性3人の感染が確認された。
3月11日、ハウテン州でイタリアから帰国した33歳女性、ドイツから帰国した30代カップル、オーストリアとイタリアを訪れた57歳男性、クワズール・ナタール州でポルトガルから帰国した40歳男性、西ケープ州でドイツ・オーストリア・スイス・トルコを訪れていた36歳男性の感染が確認された。
3月12日、クワズール・ナタール州でダーバン在住の母親に会うために来たトルコ在住の38歳男性、ムプマランガ州で米国への旅行から帰国した27歳女性、ハウテン州でドバイとニューヨークを訪れていた43歳男性の感染が確認された。
3月13日、ハウテン州で4人、西ケープ州で2人、クワズール・ナタール州で2人の感染が確認された。いずれも海外から帰国した人である。
3月14日、ハウテン州で7人、西ケープ州で6人、クワズール・ナタール州で1人の感染が確認された。いずれも海外から帰国した人である。
3月15日、ハウテン州で7人、西ケープ州で5人、クワズール・ナタール州で1人の感染が確認された。いずれも海外から帰国した人である。
3月16日、ハウテン州で7人、西ケープ州で2人、リンポポ州で29歳男性、ムプマランガ州で55歳男性の感染が確認された。いずれも海外から帰国した人である。
3月17日、ハウテン州で14人、西ケープ州で5人、クワズール・ナタール州で4人の感染が確認された。
3月18日、ハウテン州で16人、西ケープ州で10人、クワズール・ナタール州で3人、ムプマランガ州で2人の感染が確認された。
3月19日、新たに34人の感染が確認された。
3月20日、フリーステイト州の初症例を含む52人の感染が確認された。

### ナミビア
2020年3月14日、スペインから入国したカップルの感染が確認された。
3月20日、同月13日にジンバブエからウィントフックに入国した61歳ドイツ人旅行者の感染が確認された。

### エスワティニ
2020年3月14日、アメリカからレソト経由で帰国した33歳女性の感染が確認された。

### ボツワナ
2020年3月30日、イギリスやタイから帰国した3人の感染が確認された。

### レソト
2020年5月13日、1人の感染が確認された。

## 西アフリカ

### ナイジェリア
2020年2月27日、ビジネスのために、25日にミラノからイスタンブール経由で入国したイタリア人男性の感染が確認された。彼はラゴスのほかにオグン州にも行ったという。
3月9日、最初の感染者と接触した1人の感染が確認された。
3月17日、同月13日にイギリスから帰国した30歳女性の感染が確認された。
3月18日、アメリカから入国した3人とイギリスから入国した2人の感染が確認された。
3月19日、ラゴス州のイケジャで帰国者2人と国内接触者1人を含む4人の感染が確認された。

### セネガル
2020年3月2日、2月29日に入国したアルマディーズ岬に滞在中の54歳フランス人男性の感染が確認された。
3月3日、2月29日に入国したサルセル在住の80歳フランス人男性の感染が確認された。
3月4日、80歳感染者の68歳の妻と、2月24日にロンドンから入国した33歳イギリス人女性の感染が確認された。
3月11日、イタリアからトゥーバに帰国した男性の感染が確認された。
3月12日、前日に感染が確認された男性の家族5人の感染が確認された。
3月13日、イタリアから帰国した男性と接触した11人の感染が確認された。
3月14日、イタリアから帰国した男性の子供である2歳乳児1人を含む3人の感染が確認された。
3月15日、バルセロナから帰国した37歳1人とトゥーバで感染者と接触した15歳1人の感染が確認された。
3月16日、60歳以上のフランス人1人の感染が確認された。
3月17日、帰国者3人と国内接触者1人の感染が確認された。
3月18日、帰国者3人と国内接触者2人の感染が確認された。
3月19日、新たに2人の感染が確認された。

### トーゴ
2020年3月6日、ベナン、ドイツ、フランス、トルコへの旅行から帰国したロメ在住の42歳女性の感染が確認された。
3月19日、同月13日にヨーロッパから入国したドイツ人・フランス人・トーゴ人各1人と国内接触者5人の感染が確認された。

### ブルキナファソ
2020年3月9日、フランスから帰国したママドゥ・フィリップ・カランビリ牧師夫婦2人の感染が確認された。
3月13日、感染者と接触した1人の感染が確認された。
3月14日、カランビリ牧師夫婦と接触した3人とフーンデの金鉱で雇われているイギリス人地質学者の感染が確認されている。
3月15日、新たに8人の感染が確認された。
3月16日、新たに5人の感染が確認された。また、ワガドゥグー空港に到着した中国発のエチオピア航空機内の中国人1人に感染の疑いがあったため、保健大臣は乗客に対して適切な措置を取ると言った。
3月18日、ボボ・ディウラッソ在住の1人を含む7人の感染が確認された。同日、国民議会の第一副議長ローズ＝マリー・コンパオレが死亡。これにより、同国はサハラ以南のアフリカで初めて死者が確認された国となった。
3月19日、ワガドゥグーで6人の感染が確認された。
3月20日、新たに7人の感染が確認された。

### コートジボワール
2020年3月11日、同月6日にイタリアから帰国した45歳男性の感染が確認された。
3月12日、前日に感染が確認された男性の妻にもウイルスの陽性反応が出た。
3月14日、フランスとイタリアから帰国した男性2人と、学校の保健スタッフである56歳女性の感染が確認された。
3月16日、アビジャンで2人の感染が確認された。
3月18日、新たに3人の感染が確認された。

### ガーナ
2020年3月12日、ノルウェーから帰国したノルウェー大使館の職員1人と、トルコから帰国したガーナ人国連職員の感染が確認された。
3月13日、イギリス旅行から帰国したアシャンティ州在住の56歳男性と、米国から帰国したグレーター・アクラ州在住の女子学生の感染が確認された。
3月14日、スイス・イギリス旅行から帰国した42歳男性と、ドイツ・トルコを訪れていたテマ在住の41歳男性の感染が確認された。
3月17日、フランスから帰国したグレーター・アクラ州在住の35歳男性の感染が確認された。
3月19日、最近にクマシに帰国したイギリス在住の59歳女性とクマシ在住の61歳レバノン人男性商人など、4人の感染が確認された。
3月20日、旅行歴のないアクラ在住の29歳と34歳の女性2人とテマ在住の53歳男性を含む5人の感染が確認された。

### モーリタニア
2020年3月13日、ヨーロッパから首都ヌアクショットに入国したオーストラリア人男性の感染が確認された。
3月18日、10日前にヌアクショットに帰国した外国人家族の家で働くメイド1人の感染が確認された。

### ギニア
2020年3月13日、ヨーロッパから戻ったEU代表団職員であるベルギー人女性の感染が確認された。
3月18日、同月7日にイタリアから帰国した女性1人の感染が確認された。

### ベナン
2020年3月16日、コトヌーで同月12日にベルギーから入国した49歳ブルキナファソ人の感染が確認された。
3月18日、ドイツからミュンヘン・パリ経由で入国した21歳ドイツ人女性の感染が確認された。

### リベリア
2020年3月16日、スイス・ジュネーヴで開催された緑の気候基金の会議に参加した環境保護庁職員1人の感染が確認された。
3月17日、最初の感染者の家で働く家事労働者1人の感染が確認された。

### ガンビア
2020年3月17日、イギリスから帰国した20歳女性の感染が確認された。

### ニジェール
2020年3月19日、トーゴ・ガーナ・コートジボワール・ブルキナファソを訪れていた36歳ナイジェリア人男性の感染が確認された。

### カーボベルデ
2020年3月19日、62歳のイギリス人観光客の感染が確認された。

### マリ
2020年3月25日、フランスから帰国した2人の感染が確認された。

### ギニアビサウ
2020年3月25日、コンゴ人国連職員1人とインド人1人の感染が確認された。

### シエラレオネ
2020年3月31日、同月16日にフランス旅行から帰国した37歳男性の感染が確認された。